# St. Bartholomäus (Biblis)

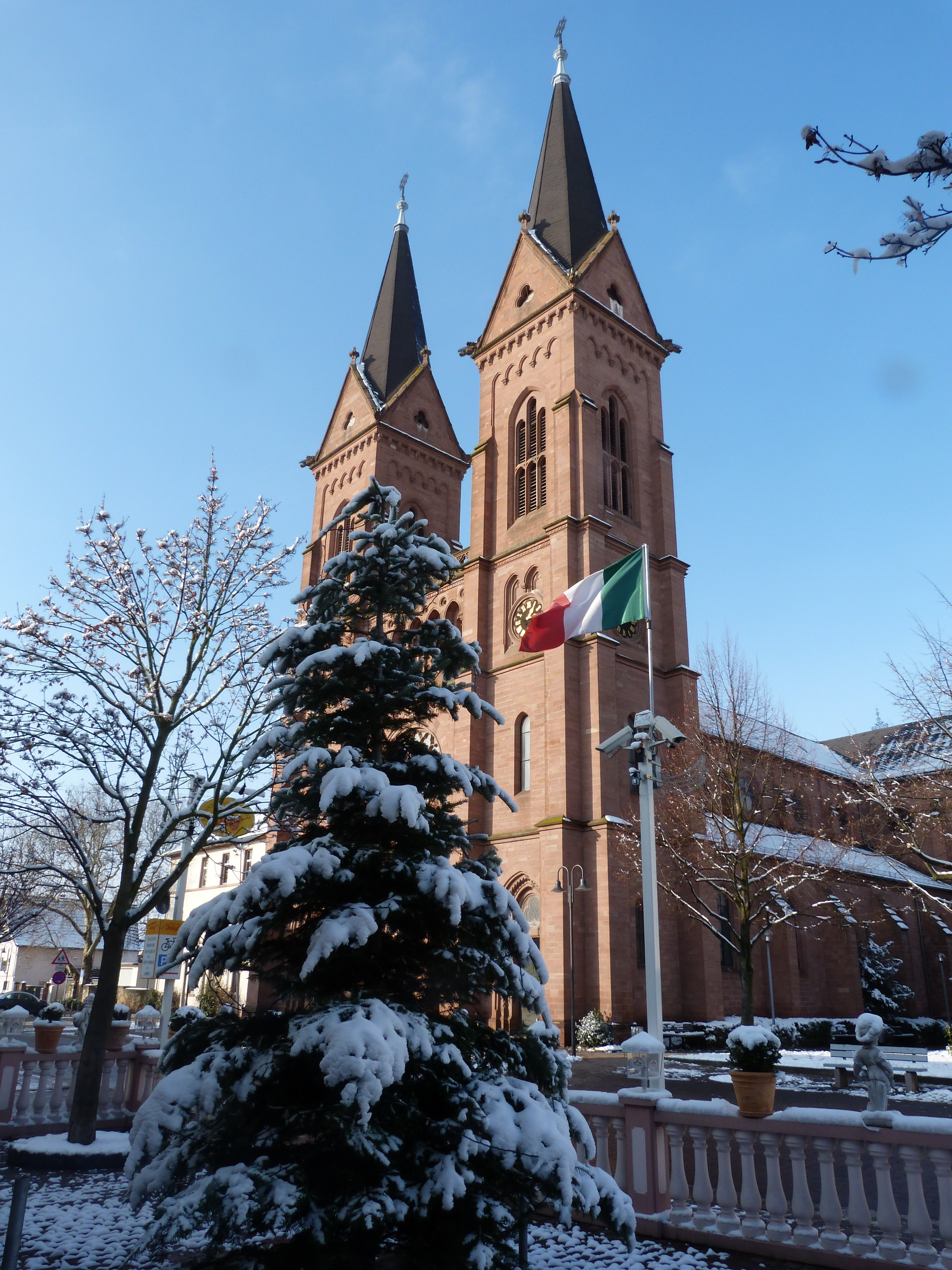
St. Bartholomäus

Die katholische Filialkirche St. Bartholomäus ist ein denkmalgeschütztes Kirchengebäude in Biblis im Landkreis Bergstraße (Hessen).

## Vorgeschichte
Im Jahre 836 schenkte der fränkische Gaugraf Werinher dem Kloster Lorsch eine ihm eigene Hauskirche samt dem dazugehörigen Dorf Bibifloz (Biblis). Dieses Datum markiert zugleich die erste urkundliche Erwähnung, namentlich im Lorscher Codex, sowohl einer Siedlung als auch einer Kirche an diesem Ort. Seit diesem Zeitpunkt besteht in ununterbrochener Kontinuität sowohl die Pfarrei, als auch ein katholisches Gotteshaus. Die erste Kirche dürfte wohl ein einfacher Holzbau gewesen sein, wie er als charakteristisch gilt für die Sakralarchitektur in ländlichen Gebieten, in Folge der bereits vor Bonifatius einsetzenden iroschottische Mission.
Ab 1332, als nach der Aufhebung des Reichsklosters Lorsch durch Kaiser Friedrich II. Biblis in den Besitz des Erzstiftes Mainz und die Pfarrei in die Jurisdiktion der Erzdiözese Mainz übertragen worden war, wurde die alte hölzerne Kirche durch einen Steinbau ersetzt.
Im Zuge der Einführung der calvinistischen Reformation – Biblis war inzwischen zusammen mit dem Amt Starkenburg an den Kurfürsten von der Pfalz verpfändet – ließ Pfalzgraf und Kurfürst Friedrich I. von der Pfalz 1560 in Biblis eine neue Kirche errichten.
Nach dem Dreißigjährigen Krieg, als Biblis im sogenannten Bergsträßer Nebenregress 1650 wieder kurmainzisch geworden war, wurden Teile der Kirche – wahrscheinlich nur das Dach – wiederhergestellt. 1659 wurde eine Empore eingezogen und die Decke mit einer Holztäfelung versehen. Am 1. November 1660 wurde die Kirche neu eingeweiht und erhielt dabei das Patronat durch Sankt Bartholomäus.
Gegen Ende des 17. Jahrhunderts wurde die Kirche stark baufällig, jedoch scheint nur das notwendigste Instandsetzungen veranlasst worden zu sein. Erst 1759 ließ Kurfürst und Erzbischof Johann Friedrich Karl von Ostein (1743–1763) auf Drängen von Gemeinde und Pfarrer das Gotteshaus reparieren und mit einem neuen Chor erweitern. Am 26. September 1762 wurde die Kirche durch Weihbischof Christoph Nebel neu geweiht.
Durch die Initiative von Pfarrer Dvorak wurde der Neubau der heutigen Kirche veranlasst. Am 9. November 1876 wurde nach rund vierjähriger Bauzeit, die mit einer für die damalige Zeit horrenden Bausumme von knapp 266.000 Reichsmark, die neugotische Kirche „St. Bartholomäus“ vom Mainzer Bischof Wilhelm Emmanuel Freiherrn von Ketteler eingeweiht und ihrer Bestimmung und Nutzung übergeben.

## Geschichte und Architektur
Die Vorgängerkirche wurde 1848 wegen der stark wachsenden Einwohnerzahl zu klein. Nach Plänen des großherzoglich-hessischen Kreisbaumeisters Christian Horst wurde von 1872 bis 1876 die doppeltürmige, neuromanisch-frühgotische Basilika mit Querschiff und Chor errichtet. Vorbild war die Marburger Elisabethenkirche.
Die Vorderfassade ist in das Sockelgeschoss mit den Portalen gegliedert. In der Mitte darüber befindet sich ein großes Radfenster. Es folgt die so genannte Zwerggalerie mit sechs Säulchen und darüber die beiden Turmschäfte mit je einem großen Fenster der beiden Glockenstuben. Die Turmhelme sind mit Schiefer gedeckt und tragen Dreiecksgiebel. Die beiden Türme sind durch rechtwinklig zueinander angeordnete Strebepfeiler verstärkt. An das Mittelschiff lehnen sich zwei niedrigere Seitenschiffe an, es entsteht ein Obergaden. Dieser ist durch vier Strebepfeiler mit schräger Abdeckung gegliedert. Die Strebpfeiler setzen sich an den Außenwänden der Seitenschiffe fort. Die Felder sind durch Spitzbogenfenster im Seitenschiffbereich und durch spitzbogig eingeschnittene Blendbogen, die Rosettenfenster tragen, gegliedert. Die Wände der Obergaden ruhen auf je vier Rundsäulen, deren Blattkapitelle mit frühgotischen Pflanzenornamenten geschmückt sind. Die Vierung trägt ein Kreuzrippengewölbe mit einem ringförmigen Schlussstein und bildet den Triumphbogen hin zum Chorraum.

## Ausstattung
- Im Mittelfeld des Hochaltars ist ein Relief von 1490 mit der Darstellung Christi Abschied von seinen Jüngern angebracht. Es wurde vom Meister von Leutstetten in der Nachfolge des Erasmus Grasser angefertigt
- Auf dem Marienaltar steht eine Muttergottes von der zweiten Hälfte des 15. Jahrhunderts
- Anna selbdritt entstand um 1500
- Der Hl. Joachim ist vom Anfang des 16. Jahrhunderts
- Der Sebastian auf dem Sebastiansaltar ist vom Anfang des 16. Jahrhunderts
- Figuren der Hl. Drei Könige von 1520[1]
- Das vergoldete Kreuz, von 2000 über dem Altar, zeigt Christus als den Sieger über den Tod.

## Orgeln

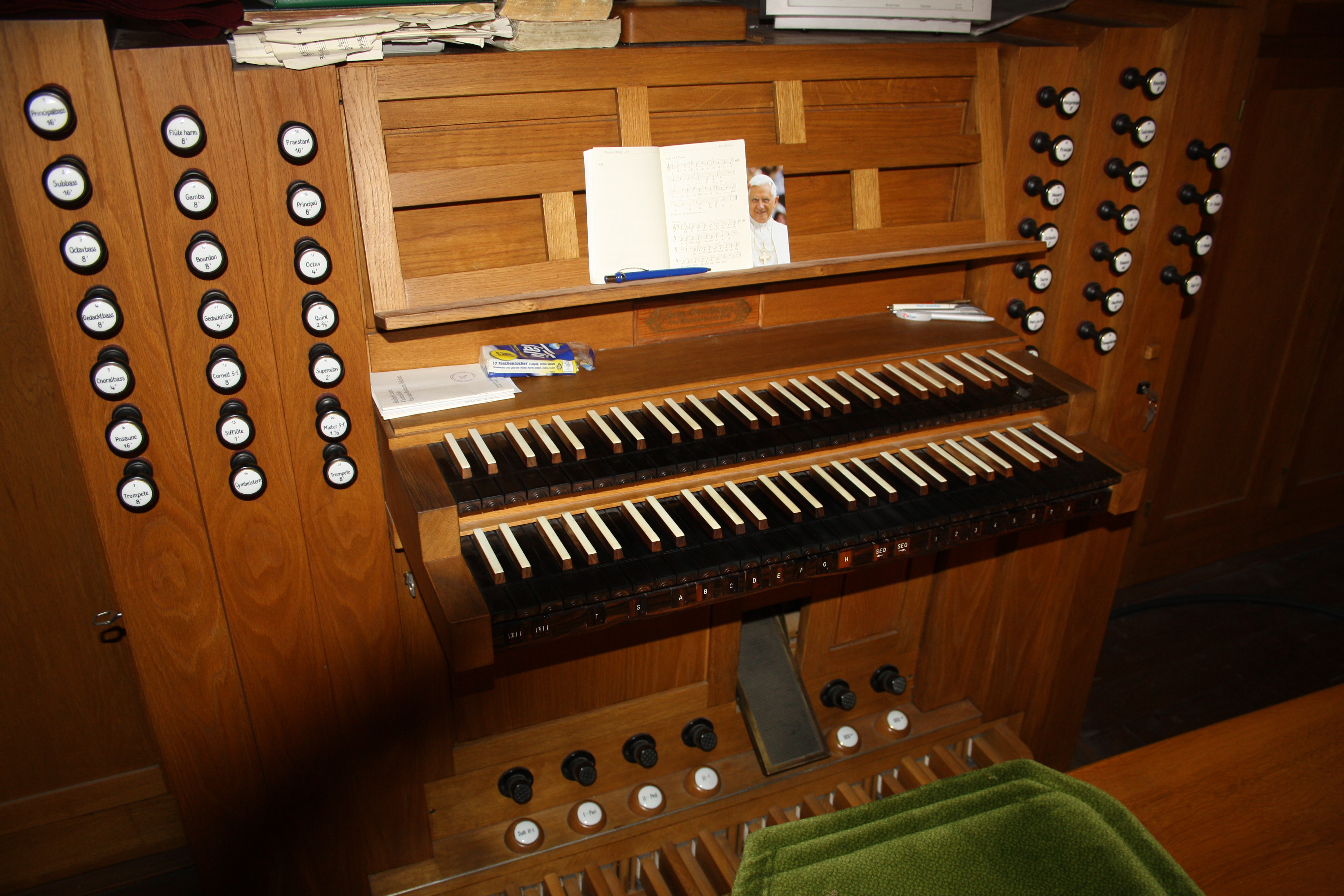
Spieltisch der Hauptorgel

### Hauptorgel
Die Hauptorgel wurde 1992 von Gebr. Oberlinger/Windesheim gebaut. Die Orgel hängt an der Vorderseite der Empore und gibt somit zumindest einen Teilblick auf die dahinter befindliche Fensterrosette frei. Die Vorgängerorgel war wesentlich kleiner. Sie schmiegte sich vom Altarraum gesehen an die linke Wand an. Somit gab sie den gesamten Blick auf die Fensterrosette frei. Die heutige Orgel besetzt die gesamte Breite der Empore. Der Magazinbalg befindet sich im östlichen Turm. auf Höhe der Orgel.
Die Oberlinger Orgel hat 33 Register (rund 2210 Pfeifen), verteilt auf 2 Manuale und Pedal.
Die Disposition der Orgel ist wie folgt:
| I Hauptwerk C–g3 |                  |       |
| 1.               | Prästant         | 16′   |
| 2.               | Principal        | 8′    |
| 3.               | Flûte harmonique | 8′    |
| 4.               | Gamba            | 8′    |
| 5.               | Bourdon          | 8′    |
| 6.               | Octave           | 4′    |
| 7.               | Gedacktflöte     | 4′    |
| 8.               | Quinte           | 2 ⁄3′ |
| 9.               | Superoctave      | 2′    |
| 10.              | Sifflet          | 1′    |
| 11.              | Cornett V        |       |
| 12.              | Mixtur V         | 1 ⁄3′ |
| 13.              | Trompete         | 8′    |
|                  | Zimbelstern      |       |

| II Schwellwerk C–g3 |                      |        |
| 14.                 | Holzprincipal        | 8′     |
| 15.                 | Salicional           | 8′     |
| 16.                 | Vox coelestis        | 8′     |
| 17.                 | Bourdon              | 8′     |
| 18.                 | Prästant             | 4′     |
| 19.                 | Flûte octaviante     | 4′     |
| 20.                 | Nasard               | 2 ⁄3′  |
| 21.                 | Octavin              | 2′     |
| 22.                 | Tierce               | 1 3⁄5′ |
| 23.                 | Plein jeu V          | 2′     |
| 24.                 | Basson               | 16′    |
| 25.                 | Trompette harmonique | 8′     |
| 26.                 | Hautbois             | 8′     |
|                     | Tremulant            |        |

| Pedal C–f1 |               |     |
| 27.        | Principalbass | 16′ |
| 28.        | Subbass       | 16′ |
| 29.        | Octavbass     | 8′  |
| 30.        | Gedacktbass   | 8′  |
| 31.        | Choralbass    | 4′  |
| 32.        | Posaune       | 16′ |
| 33.        | Trompete      | 8′  |

- Koppeln:
  - Normalkoppeln: II/I, I/P, II/P
  - Suboktavkoppeln: II/I
- Spielhilfen: 650 Setzerkombinationen

### Chororgel
Die Chororgel mit 8 Registern befindet sich im Querhaus.
| I Manual C–f3 |               |        |     |
| 1.            | Hohlflöte     | 8′     |     |
| 2.            | Violon        | 8′     | D   |
| 3.            | Prästant      | 4′     |     |
| 4.            | Flöte         | 4′     |     |
| 5.            | Nasard        | 2 ⁄3′  | B/D |
| 6.            | Octave        | 2′     |     |
| 7.            | Terz          | 1 3⁄5′ | B/D |
| 8.            | Mixtur II-III |        | B/D |

| Pedal C–d1 |           |
|            | angehängt |

## Glocken

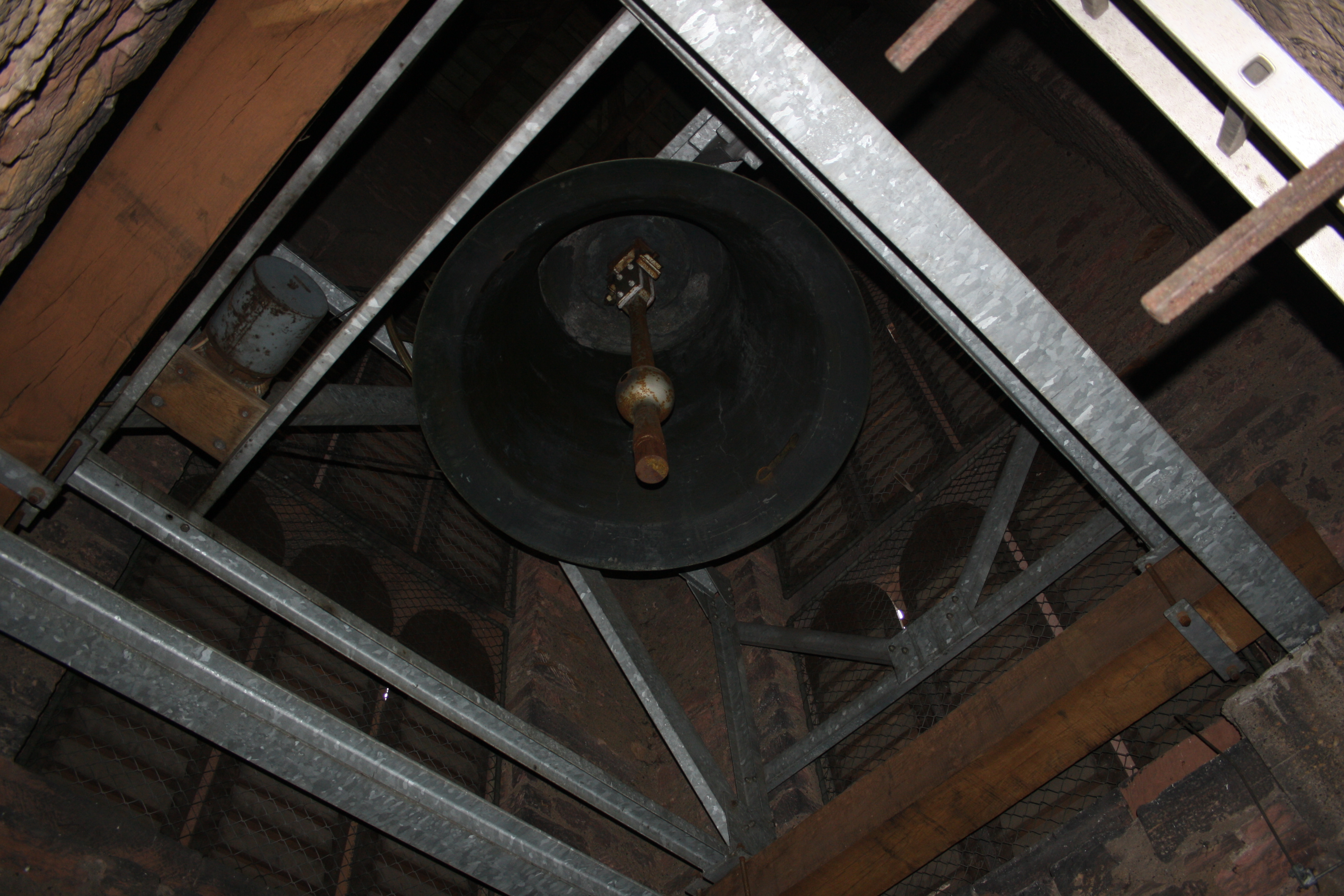
Glocke 1 im Westturm

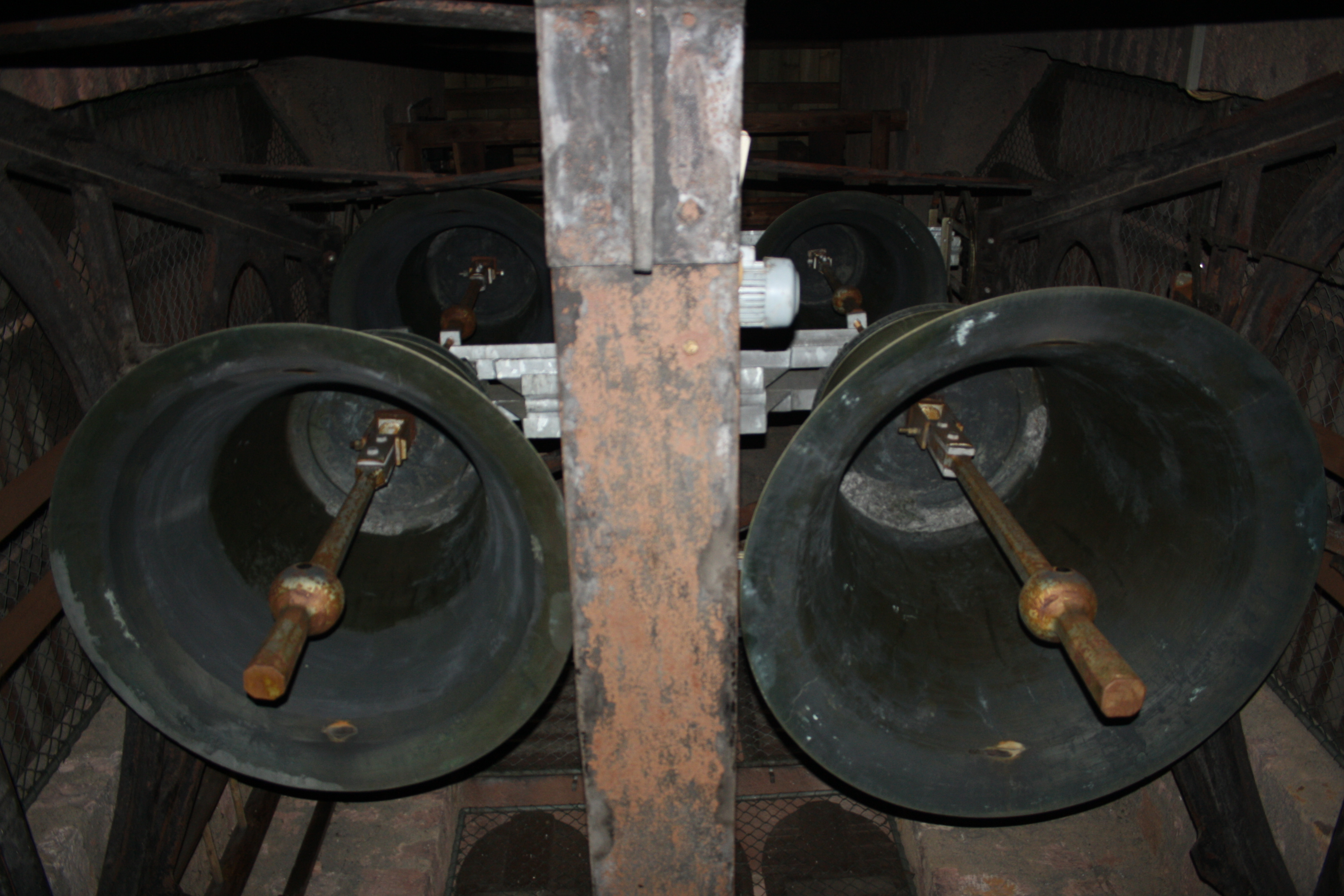
Glocken 2–5 im Ostturm

| Nummer | Name               | Turm | Gussjahr | Gießer        | Gewicht | Nominal | Läuteordnung |
| ------ | ------------------ | ---- | -------- | ------------- | ------- | ------- | --- |
| 1      | Bartholomäusglocke | West | 1982     | Firma Bachert | 2321 kg | C′      | Plenum Ausläuten für Verstorbene Vor Beerdigung Wandlung an Hochfesten                                                      |
| 2      | Marienglocke       | Ost  | 1982     | Firma Bachert | 1666 kg | Es′     | Plenum Vorabendmesse, Hochamt, Spätmesse Ausläuten für Verstorbene Stundenschlag                                            |
| 3      | Josefsglocke       | Ost  | 1982     | Firma Bachert | 1234 kg | F′      | Plenum Vorabendmesse, Hochamt, Spätmesse Teilgeläut (z. B. Werktagsmesse) Wandlung in normalen Gottesdiensten               |
| 4      | Theresienglocke    | Ost  | 1982     | Firma Bachert | 817 kg  | G′      | Plenum Vorabendmesse, Hochamt, Spätmesse Teilgeläut (z. B. Werktagsmesse) Ausläuten für Verstorbene 2. Viertelstundenschlag |
| 5      | Sebastianusglocke  | Ost  | 1982     | Firma Bachert | 472 kg  | B′      | Plenum Vorabendmesse, Hochamt, Spätmesse Teilgeläut (z. B. Werktagsmesse) 1. Viertelstundenschlag                           |